# Jean-Yves Béziau
Jean-Yves Béziau, né le 15 janvier 1965 à Orléans, est un logicien et philosophe français et suisse, professeur et chercheur au Conseil brésilien de la recherche - Conselho Nacional de Desenvolvimento Científico e Tecnológico (CNPq) - à l'université fédérale de Rio de Janeiro.

## Formation et carrière
Jean-Yves Béziau travaille dans le domaine de la logique, en particulier la logique paracohérente et le carré de l'opposition. Il est titulaire d'une maîtrise en philosophie de l'université Panthéon-Sorbonne, d'un DEA en philosophie de l'université Panthéon-Sorbonne, d'un doctorat en philosophie de l'université de São Paulo sous la direction de Newton da Costa (en), d'un master et d'un doctorat en logique de l'université Paris-Diderot sous la direction de Daniel Andler. Ses thèses sont intitulées  Recherches sur la logique universelle (1995) et On Logical Truth (1996). Il a conduit des études post-doctorales à l'université Stanford avec Patrick Suppes.
Jean-Yves Béziau est le rédacteur en chef de la revue Logica Universalis (en) et du South American Journal of Logic ainsi que de la série de livres Springer Studies in Universal Logic,. Il est également le rédacteur en chef de la série de livres Logic PhDs de College Publication.
Jean-Yves Béziau a créé la journée mondiale de la logique le 14 janvier 2019, qui a été reconnue la même année par l'UNESCO.

## Publications
- "What is paraconsistent logic?" Dans D. Batens et al. (éd. ), Frontiers of Paraconsistent Logic, Research Studies Press, Baldock, 2000, p. 95-111.  (ISBN 0-86380-253-2).
- Handbook of Paraconsistency (éd. Avec Walter Carnielli (en) et Dov Gabbay). Londres: College Publication, 2007.  (ISBN 978-1-904987-73-4).
- "Semantic computation of truth based on associations already learned" (avec Patrick Suppes (en)), Journal of Applied Logic, 2 (2004), p. 457-467.
- "From paraconsistent logic to universal logic", Sorites, 12 (2001), p. 5-32.
- Logica Universalis: Towards a General Theory of Logic (éd.) Bâle : Birkhäuser Verlag, 2005, deuxième édition 2007.  (ISBN 3-7643-7259-1).
- "Logic is not logic", Abstracta 6 (2010), p. 73-102.
- "The power of the hexagon", Logica Universalis, 6 (2012), p. 1-43.
- "History of truth-values", dans D. M. Gabbay et J. Woods (eds) Handbook of the History of Logic, Vol. 11 - Logic: a history of its central concepts, Elsevier, Amsterdam, 2012, p. 233-305.
- The Square of Opposition: a General Framework for Cognition (éd. avec Gillman Payette). Berne : Peter Lang, 2012.  (ISBN 978-3-0343-0537-2).
- "The new rising of the square of opposition", dans J.-Y. Béziau et D. Jacquette (éd.), Autour et au-delà du carré de l'opposition, Birkhäuser, Bâle, 2012, p. 6-24.
- La pointure du symbole (éd.) Paris : Petra, 2014.  (ISBN 978-2-84743-048-6).
- "The relativity and universality of logic", Synthese, 192 (2015), p. 1939-1954.
- « Les Axiomes de Tarski », prépublication